# Ибрагимов, Миргазанфер
Миргазанфер Ибрагимов (азерб. Axund Mirqəzənfər İbrahimov) — ахунд и 11-й шейх аль-ислам мусульман Кавказа и единственный шейх, не получивший религиозного образования.

## Биография
Миргазанфер Ибрагимов родился в 1909 году в семье Мир-Алекпера Ибрагимова. В юности больше склонялся к мирским наукам, в юности некоторое время работал в полицейских органах. Позже шейх аль-ислам Али-ага Сулейманзаде принял его, он успешно сдал экзамены и некоторое время служил ахундом в мечети в Губе, а позже был направлен ахундом в мечеть в Гянджу. Позже Миргазанфер работал заместителем председателя Духовного управления мусульман Кавказа. После смерти Али-аги Сулейманзаде в 1976 году, 2 года место шейх аль-ислама пустовало. Миргазанфер Ибрагимов, в то время бывший ахундом Гёйчинской мечети, был выдвинут на созванном в 1978 году VII съезде мусульман Закавказья, и был избран новым председателем Духовного управления мусульман Закавказья — шейх аль-исламом.

### Идеология
Миргазанфер Ибрагимов утверждал, что теория ленинизма полностью совместима с позицией ислама, а политика советского государства в национальном вопросе основана на исламской религии. Он отождествлял его с принципом, что «есть интернациональный ислам, объединённый общим учением, и есть единство и братство всех народов под флагом ислама». По его словам, советские народы могли бы жить в добрососедских условиях, если все они приняли бы ислам, который отрицает национальные секты, сохраняя национальную принадлежность людей, и кладёт конец национальной розни по этому поводу.

## Смерть
Умер в 1979 или 1980 году в Баку. Духовное управление мусульман Кавказа после 1980 года вступило в активный период с избранием шейх аль-ислама Аллахшукюра Пашазаде.